# Hot Cakes
| Recensione                | Giudizio |
| ------------------------- | -------- |
| AllMusic                  |          |
| The A.V. Club             | D+       |
| The Guardian              |          |
| The Independent on Sunday |          |
| Mojo                      |          |
| NME                       | 7/10     |
| Pitchfork Media           | 5.2/10   |
| Popmatters                |          |
| Rolling Stone             |          |
|                           | 7/10     |

Hot Cakes è il terzo album studio della band hard rock britannica The Darkness, pubblicato il 20 agosto 2012 per la Canary Dwarf.Prodotto da Nick Brine e dai membri della band Justin e Dan Hawkins, l'album è il primo della band dopo la reunion del 2011, e l'ultimo con tutti i 4 membri originali, dopo che Ed Graham lasciò la band nel 2014. L'album è stato reso disponibile per lo streaming sul 14 agosto sito web Rolling Stone.
L'album segna il ritorno discografico della band, a sette anni di distanza dalla pubblicazione di "One Way Ticket to Hell...And Back". Dopo la parentesi con Richie Edwards, al basso figura nuovamente Frankie Poullain, membro originario della band.

## Contesto
Nel 2011, i The Darkness si riuscono dopo una rottura durata cinque anni, con Poullain che fa il suo ritorno nella band, in sostituzione del suo successore, Richie Edwards. Per quanto riguarda la reunion della band, il batterista Ed Graham dichiarò:

## Composizione
La maggior parte dell'album è stata registrata nella casa del chitarrista Dan Hawkins, Leeders Farm, a Norfolk. Discutendo l'album in confronto ai due precedenti album in studio della band, Permission to Land e One Way Ticket to Hell ... e Back, il batterista Ed Graham ha osservato: 
Il brano "She Just a Girl, Eddie" si basa sull'ex fidanzata di Graham. Prima dell'uscita dell'album, Graham disse:
Justin Hawkins sull'album ha detto:
L'album include una cover del singolo "Street Spirit (Fade Out)" dei Radiohead, di cui Hawkins ha dichiarato: "Abbiamo incluso la cover dei Radiohead perché è stata una delle nostre preferite dal vivo per molte lune e volevamo pubblicare una registrazione definitiva della nostra interpretazione."

## Critica
Hot Cakes ha ricevuto recensioni generalmente positive da parte della critica. Secondo il sito web Metacritic, che assegna una valutazione media ponderata di 100 alle recensioni dei critici, l'album ha ricevuto un punteggio medio di recensioni di 67/100, basato su 24 recensioni, che indica "recensioni generalmente favorevoli". Matt Collar di Allmusic ha scritto una recensione positiva, sottolineando: "Forse nessuno si aspettava che la band potesse mai eguagliare il picco vertiginoso di Permission to Land, ma l'album di ritorno del gruppo, Hot Cakes, è sicuramente degno di lanciare più di qualche diavolo clacson la band."
La rivista NME affermava: "Nulla è cambiato, tranne la percezione del mondo da parte loro. Ora sono sobri e non in faccia a tutti per tutto il tempo, quindi possiamo accoglierli nello spirito bonario e divertente a cui erano sempre destinati". The Guardian ha elogiato il ritorno della band, affermando: "Se il primo capitolo della carriera dei The Darkness è stato concluso da un brillante aumento e una disintegrazione ignominiosa, il loro ritorno è stato un affare più sobrio e propositivo. [...] Hot Cakes si gonfia con melodie contagiose, tracce ardenti e riff stridenti, l'inconfondibile falsetto di Justin Hawkins che aggiunge pathos e stupidità in egual misura. Chuck Eddy di Rolling Stone ha osservato: "Hot Cakes rimane divertente, mescolando i bocconcini di birra con orgogliose ballate di schlock". Jason Heller del A.V. Club ha dato una valutazione negativa all'album, affermando: "Hot Cakes segna il punto in cui The Darkness hanno smesso di cannibalizzare l'epoca d'oro del rock da stadio e hanno semplicemente iniziato a cannibalizzare se stessi."

## Tracce
1. Every Inch of You – 3:04
2. Nothing's Gonna Stop Us – 2:45
3. With a Woman – 3:41
4. Keep Me Hangin' On – 3:00
5. Living Each Day Blind – 5:06
6. Everybody Have a Good Time – 4:48
7. She Just a Girl, Eddie – 3:46
8. Forbidden Love – 3:49
9. Concrete – 3:52
10. Street Spirit (Fade Out) – 3:07
11. Love Is Not the Answer – 3:41

Tracce bonus dell'edizione deluxe
1. I Can't Believe It's Not Love (Acoustic Demo) – 3:43
2. Love Is Not the Answer (Acoustic Demo) – 3:46
3. Pat Pong Ladies (Demo Mix) – 3:58
4. Cannonball (feat. Ian Anderson) (Long Version) – 4:20

Digital deluxe edition materiale bonus
1. Every Inch of You – 3:04
2. Christmas Time (Don't Let the Bells End) – 3:29
3. Every Inch of You (Live) – 3:19
4. Black Shuck (Live) – 3:31
5. Get Your Hands off My Woman (Live) – 3:46
6. Everybody Have a Good Time (Live) – 4:23
7. Planning Permission (Live) – 3:02
8. With a Woman (Live) – 3:41
9. One Way Ticket (Live) – 4:13
10. Growing on Me (Live) – 3:34
11. I Believe in a Thing Called Love (Live) – 4:10

## Formazione

### The Darkness
- Justin Hawkins - chitarra, voce
- Daniel Hawkins - chitarra
- Frankie Poullain - basso
- Ed Graham - batteria

### Musicisti aggiuntivi
- Ian Anderson – flauto ("Cannonball")[19]

### Personale di registrazione
- Nick Brine - produttore, ingegnere
- Justin Hawkins - produttore
- Dan Hawkins - produttore
- Bob Ezrin - missaggio, produzione
- Justin Courtelyou - ingegnere di missaggio
- Joshua Tyrell - assistente alla registrazione
- Owen Morgan - assistente alla registrazione
- Greg Calbi - mastering

### Copertina
- Diego Gravinese - copertina, fotografia originale, opera digitale, pittura ad olio su tela
- Thom Lessner - direzione artistica, concept
- Rob Chenery at Tourist, London - design, direzione artistica